# Biček
Biček je tudi končni del tipalnice členonožcev.
Bíček ali flagél (latinsko flagellum) je nitasti organel, namenjen premikanju mikroorganizemske celice in prehranjevanju nepravih mnogoceličarjev. Značilen je za paličaste bakterije (bacile), nekatere mikroalge (evglenofite), praživali (bičkarje) in spužve. 
Biček je kot vsi nitasti organeli zgrajen iz vijačnih - aktin in kroglastih - tubulin krčljivih proteinov . Aktin tvori mikrofilamente, ki so značilni gradniki bičkov bakterij. Tubulin pa tvori cevaste mikrotubule, ki so osnovni gradniki bička evkariontov (flagelatov in spužev). Biček evkariontov gradi 9 parov perifernih mikrotubulov in dva centralna mikrotubula. Enako zgradbo ima tudi migetalka, le da je ta krajša kot biček.